# Армієвка
Армі́євка (рос. Армеевка, мокш. Армей веле) — присілок у складі Темниковського району Мордовії, Росія. Входить до складу Пурдошанського сільського поселення.

## Населення
Чисельність населення — 26 осіб (2010; 45 у 2002).
Національний склад (станом на 2002 рік):
- мокша — 96 %